# Psyrana sondaica
Psyrana sondaica är en insektsart som först beskrevs av George Clifford Carl 1921.  Psyrana sondaica ingår i släktet Psyrana och familjen vårtbitare. Inga underarter finns listade i Catalogue of Life.